# Condado de Lyon (Kansas)
O Condado de Lyon é um dos 105 condados do estado americano de Kansas. A sede do condado é Emporia, e sua maior cidade é Emporia. O condado possui uma área de 2 215 km² (dos quais 11 km² estão cobertos por água), uma população de 35 935 habitantes, e uma densidade populacional de 26 hab/km² (segundo o censo nacional de 2000). O condado foi fundado em 5 de fevereiro de 1862.